# Weißenhofsiedlung

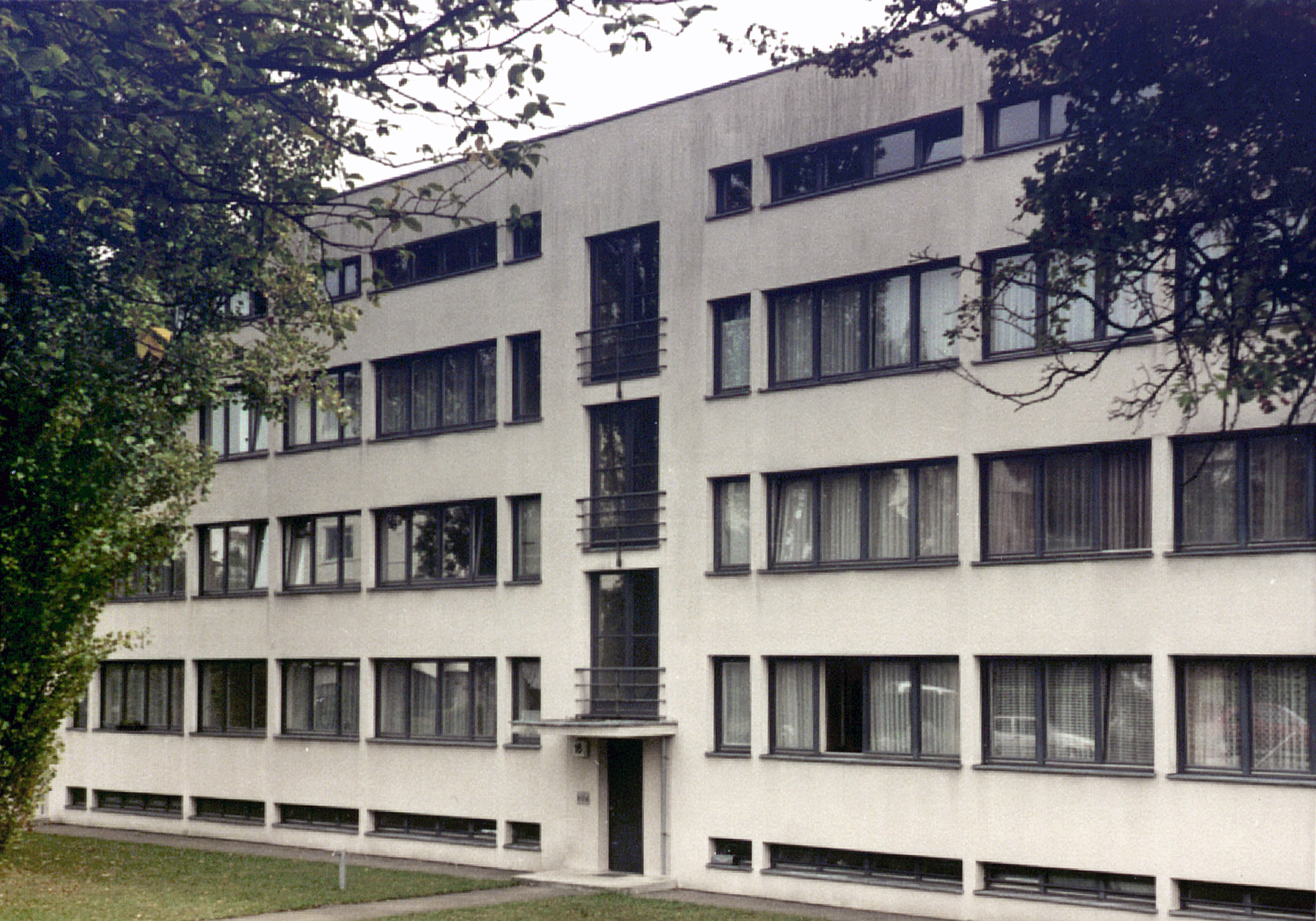
Ludwig Mies van der Rohe, immeuble d'appartements.

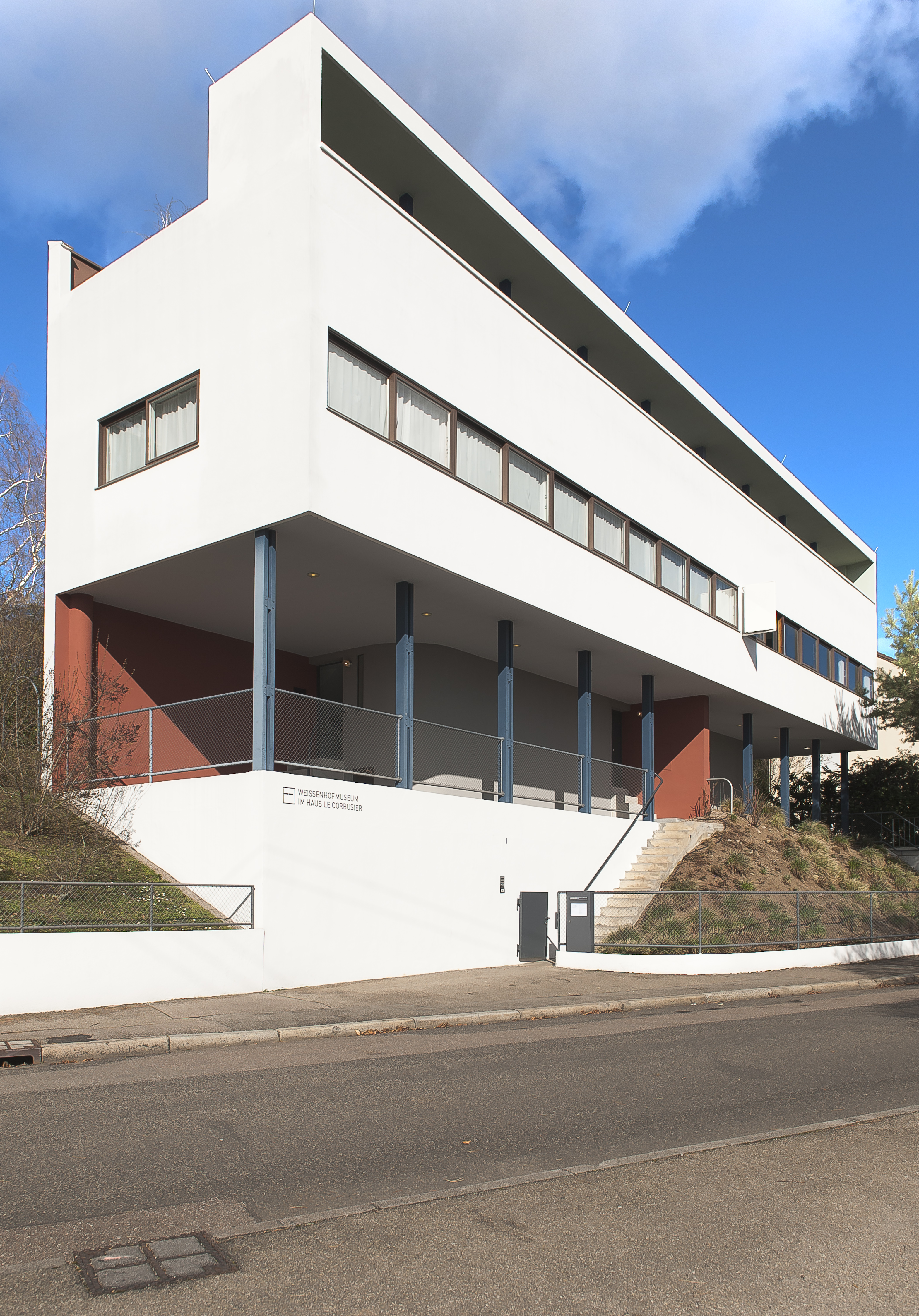
Le Corbusier & P. Jeanneret, maisons jumelles.

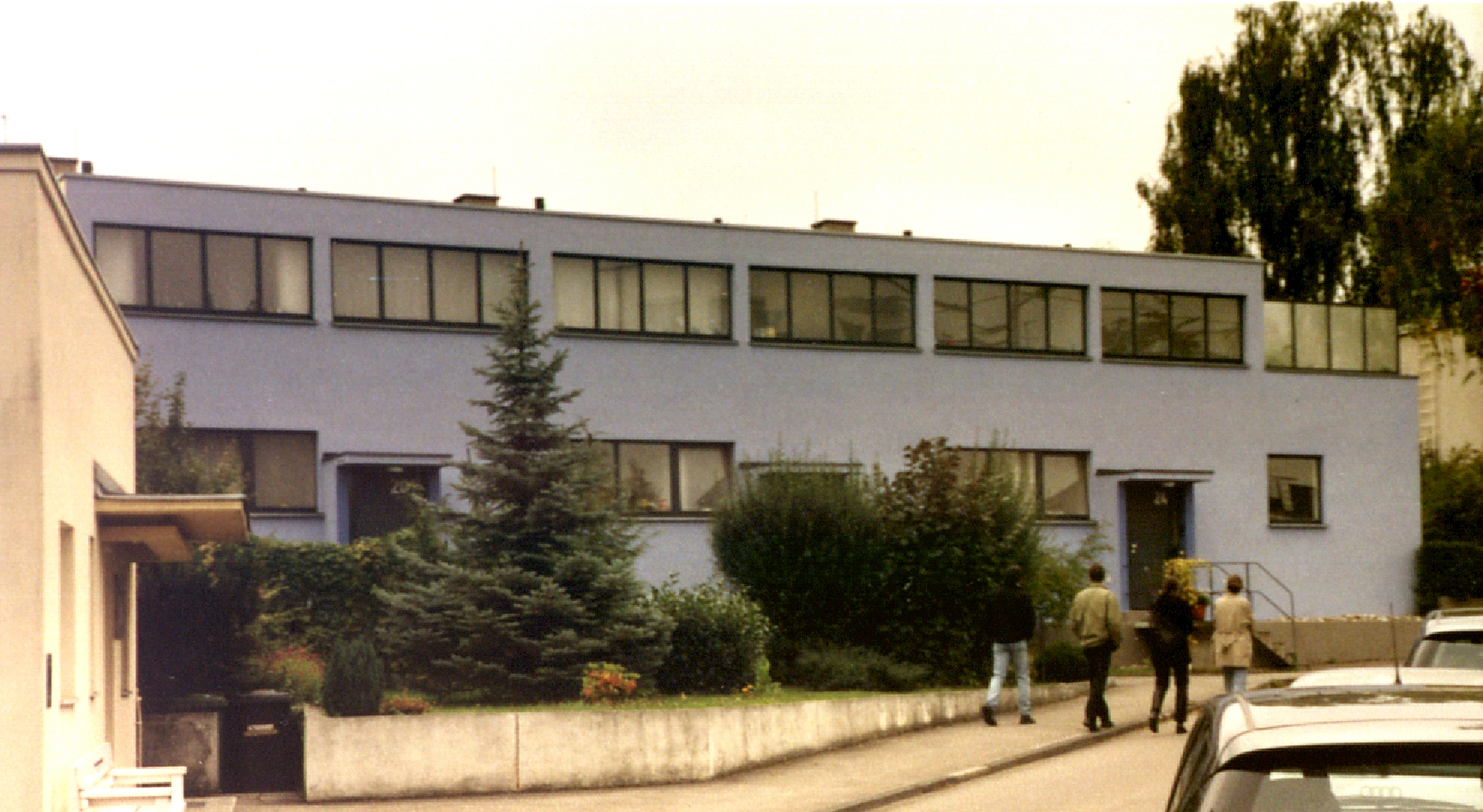
Mart Stam, maisons en bande.

La Weißenhofsiedlung (c’est-à-dire en allemand « la cité de Weißenhof », du nom d'un quartier de Stuttgart, ou plus littéralement « la cité de la cour blanche ») est un lotissement de maisons pour travailleurs qui a été construit à Stuttgart en 1927 dans le cadre de l'exposition "Die Wohnung" (l'habitation, en allemand). Ce fut une vitrine internationale pour ce qui allait être connu par la suite comme l'Architecture moderne. L'exposition eut un succès exceptionnel et reste, encore de nos jours, un des plus importants témoignages de cette architecture très avant-gardiste pour l'époque.

## Genèse du projet
En 1925, le Deutscher Werkbund, association attachée à la rencontre entre l'art et l'industrie, projeta l'organisation d'une exposition dénommée "Die Wohnung" (l'appartement en allemand) et choisit comme lieu de construction de la Siedlung (cité ou lotissement en allemand) de l'exposition un site sur les coteaux du Weissenhof sur la colline du Killesberg située sur les hauteurs de Stuttgart.
L’architecte allemand Mies van der Rohe, à l'époque vice-président du Deutscher Werkbund, était chargé du projet représentant la ville. À ce dernier incomba l'étude du plan-masse et c’est lui qui sélectionna les architectes, établit le budget, coordonna leur participation, prépara le site et supervisa la construction.
Mies van der Rohe réunit ainsi 17 architectes appartenant à l'avant-garde européenne de l'époque en matière d'architecture, qu'ils soient allemands - tels Walter Gropius, Hans Scharoun, Bruno et Max Taut, etc - ou étrangers - tels le Belge Victor Bourgeois, le Néerlandais J.J.P. Oud ou le Suisse Le Corbusier. Ce dernier eut, par ailleurs, le privilège d’avoir les deux sites principaux, face à la ville, et de loin le plus gros budget.
Érigé en un temps record de 21 semaines, le lotissement fut construit pour l’exposition de 1927 et était constitué de 21 constructions comprenant 63 appartements. L'exposition ouvrit au public le 23 juillet 1927, avec un an de retard.

## Succès et critiques
L'exposition eut un succès considérable et inattendu, attirant 500 000 visiteurs du 23 juillet au 30 octobre 1927. L'accueil par la presse fut assez favorable, reconnaissant aux constructions leur avant-garde et leurs innovations. Le succès de l'exposition contribua à la genèse des Congrès internationaux d'architecture moderne (CIAM) d'une part et la tenue d'autres cités-expositions durant les années suivantes d'autre part (Brno en 1928, Breslau en 1929, etc.).
D'autres se montrèrent très critiques, au rang desquels l'école de Stuttgart, chantre d'une architecture plus classique. L'un de ses griefs portait notamment sur le concept de toit-terrasse, l'une des rares conditions qu'avait alors imposée Mies van der Rohe aux architectes de la Weissenhofsiedlung. Deux architectes de cette école, Paul Bonatz et Paul Schmitthenner, allèrent même plus loin dans la critique en érigeant, dans un quartier voisin plus au nord, la Kochenhofsiedlung, contre-projet d'architecture classique érigé comme critique directe à l'architecture novatrice de la Weissenhofsiedlung, dans le cadre d'une "contre-exposition" en 1933.
À partir de 1933 et sous la période national-socialiste, la critique conservatrice se fit alors très virulente à l'égard de la Weissenhofsiedlung, n'hésitant pas à y voir une sorte de "village arabe" et réclamant sa démolition.

## Concepts et caractéristiques architecturales
La Weissenhofsiedlung se voulait une application des principes du Deutscher Werkbund, usant de formes cubiques dénuées de tout ornement et ainsi rompant avec l'exubérance ornementale de l'Art Nouveau. La construction devait ainsi s'adapter aux usages de la vie courante et améliorer l'hygiène de vie : importantes sources de lumière, liberté dans l'agencement intérieur, adaptations à la modernité automobile, etc. Comme les architectes réunis par Mies van der Rohe furent responsables des bâtiments mais aussi de l'agencement intérieur de ces derniers, les maisons de la Weissenhofsiedlung célèbrent le concept de "logement minimum" prôné par Le Corbusier, parachevant ainsi une mutation de la notion d'habitation initiée par Adolf Loos avant 1914 avec sa "machine à habiter" et influant considérablement sur l'architecture du XXe siècle par la suite.
Les vingt et un bâtiments formaient un ensemble d'une grande cohérence stylistique et variaient seulement dans leur taille, se présentant soit comme des maisons doubles, en bande ou même des immeubles d'appartements, soit comme de simples maisons individuelles. L'immeuble de Mies van der Rohe dominait le site au Nord tandis que Le Corbusier et Peter Behrens héritèrent des parcelles aux extrémités du lotissement. Mies van der Rohe avait imposé peu de conditions à ses congénères : les bâtiments devaient seulement présenter une forme cubique couverte par un toit-terrasse et être peints de couleurs pâles. À part deux, toutes les propositions furent ainsi blanches. ; celle de Bruno Taut, la plus petite, était peinte en rouge brillant. Les caractéristiques communes des bâtiments étaient leur façade schématisée, le toit-terrasse, les fenêtres en bandeau, le plan libre (mettant ainsi en pratique les cinq points de l'architecture moderne), et le haut degré de préfabrication qui permit de les faire sortir de terre en moins de cinq mois. 
Le lotissement fut conçu avec la participation des locataires. Bien que ces maisons aient été présentées, dans leur publicité, comme des modèles pour les futures maisons de travailleurs, chacune en fait fut personnalisée et meublée avec un budget bien supérieur à celui qu’un travailleur aurait pu mettre.

### L'immeuble deMies van der Rohe
Ce bâtiment est une excellente illustration du plan libre : une ossature métallique dessine et en maintient le pourtour, l'intérieur étant librement aménagé au moyen de cloisons mobiles. Les appartements présentent tous une pièce d'habitation centrale, à laquelle communique une chambre à coucher, mais possèdent chacun leur plan propre. Un des appartements est conçu et meublé par Lilly Reich. C'est là le premier exemple de la collaboration de ces deux architectes.

### Les maisons deLe CorbusieretPierre Jeanneret
L'exposition de la Weissenhofsiedlung fut l'occasion pour Le Corbusier de publier son manifeste expliquant « les cinq points pour une architecture nouvelle ». Le Corbusier et Pierre Jeanneret érigèrent une maison individuelle de type « Citrohan » et une maison double (ou maisons jumelles).
Le Corbusier énonçait ainsi les traits directeurs de la maison Citrohan : « Simplification des sources lumineuses : une seule grande baie à chaque extrémité ; deux murs portants latéraux ; un toit plat dessus ; une véritable boîte qui peut être utilement une maison ». Il est intéressant de remarquer que la fenêtre est un élément récurrent sur les façades, l'agencement des fenêtres venant même commander la disposition interne : sur la façade antérieure, elles sont juxtaposées et forment ainsi une grande verrière ouverte sur un espace de double hauteur ; étagées, elles laissent deviner, sur les façades latérales, les niveaux et les pièces.
La maison double est constituée de deux habitations jumelles juxtaposées au sein d'un même bâtiment : sa façade principale présente un aspect très homogène, souligné par un alignement de pilotis au rez-de-chaussée et une longue fenêtre sur toute la longueur. La structure générale du bâtiment respecte le principe du "Dom-Ino", les planchers posés sur les pilotis - et non les façades - jouant le rôle d'éléments porteurs. Cette maison était aussi une expérimentation de la modification spatiale des pièces en fonction de leurs usages diurne et nocturne : le séjour se transformait alors en dortoir grâce à des éléments mobiles. L'aspect "wagon-lit" ainsi créé et le confort assez spartiate furent, à l'époque, l'objet de critiques peu flatteuses.

## Destructions et rénovation

### Les destructions pendant la Seconde Guerre mondiale
En 1938, le site de la Weissenhofsiedlung fut vendu par la ville de Stuttgart au Reich allemand qui le transforma en installations militaires. Certains bâtiments furent transformés en hôpital pour enfants et divers services de l'armée allemande. Une batterie anti-aérienne, installée sur le site, fut la cible de bombardements en 1944, occasionnant la destruction totale de certains bâtiments comme les maisons de Walter Gropius ou l'endommagement important d'autres, tels les pavillons d'Hilberseimer, des frères Taut, de Döcker et Poelzig.

### Prise de conscience et rénovation du site
Au début des années 1950, certains bâtiments furent détruits tandis que d'autres furent modifiés en rupture avec le concept initial. Ce n'est qu'en 1956 que l'on prit conscience de l'intérêt architectural du site, aboutissement en 1958 au classement de la Weissenhofsiedlung comme site protégé.
Sous l'impulsion de l'association Freunde der Weißenhofsiedlung (« les amis de la Weissenhofsiedlung »), fondée en 1977, les bâtiments encore existants ont été rénovés entre 1981 et 1987.
Au début des années 1980, l'académie d'État des beaux-arts de Stuttgart (de) projetait d'acheter les bâtiments restants de la Weissenhofsiedlung afin de les utiliser comme salles de cours, ateliers, bibliothèque, etc. Ce projet ne vit cependant le jour. En 1981, l'architecte suisse Alfred Roth, ancien collaborateur du Corbusier, avait soumis un projet de compléments à apporter à la Weissenhofsiedlung ("Ergänzungen der 'Weissenhof-Siedlung'") qui seraient conformes au projet visé par l'Académie.
En 1982, la ville de Stuttgart refusa d'acquérir les terrains à l'État allemand pour 3 millions de Mark.

### La Weissenhofsiedlung aujourd'hui
Des vingt et un bâtiments d’origine seuls onze existent encore en 2006. La plupart servent aujourd'hui de logements de fonction de fonctionnaires de l'État allemand. Celui-ci est encore, de nos jours, le propriétaire de la cité, mais il souhaiterait vendre le site, d'un seul tenant toutefois. La ville de Stuttgart a fait part de son souhait de placer l'ensemble architectural du lotissement dans une Fondation mais n'a pu néanmoins s'entendre avec l'État sur le prix de vente de l'ensemble[réf. nécessaire]. En 2002, la ville de Stuttgart a acheté à l'État la maison double construite par le Corbusier et Pierre Jeanneret. Remis en état durant trois années et restauré fidèlement dans sa configuration initiale, le bâtiment héberge, depuis le 25 octobre 2006, le Musée du Weissenhof (Weissenhofmuseum), consacré à la cité et riche en documents historiques et maquettes des pavillons. 
Les maisons conçues par le Corbusier font partie de la liste des dix-sept réalisations de l'architecte qui ont été inscrites au patrimoine mondial de l'UNESCO le 17 juillet 2016.
La Weissenhofsiedlung attire aujourd'hui environ 30 000 visiteurs par an[réf. nécessaire].

## Architectes participants
|  |  | - Peter Behrens - Victor Bourgeois - Richard Döcker - Josef Frank - Walter Gropius - Ludwig Hilberseimer - Ferdinand Kramer - Le Corbusier (Charles Edouard Jeanneret-Gris) et Pierre Jeanneret - Ludwig Mies van der Rohe | - Jacobus Johannes Pieter Oud - Hans Poelzig - Adolf Rading - Hans Scharoun - Adolf Gustav Schneck - Mart Stam - Bruno Taut - Max Taut |

## Liste des bâtiments

### Bâtiments encore existants
| Type                    | Architecte                       | Description                  |
| ----------------------- | -------------------------------- | ---------------------------- |
| Maison individuelle     | Victor Bourgeois                 | 2 étages                     |
| Maison individuelle     | Le Corbusier et Pierre Jeanneret | 1 étage                      |
| Maison individuelle     | Adolf Gustav Schneck             | 2 étages                     |
| Maison individuelle     | Adolf Gustav Schneck             | 2 étages                     |
| Maison individuelle     | Hans Scharoun                    | 2 étages                     |
| Maison à terrasse       | Peter Behrens                    | 12 appartements sur 4 étages |
| Maison double           | Le Corbusier et Pierre Jeanneret | 2 habitations sur 2 étages   |
| Maison double           | Josef Frank                      | 2 habitations sur 2 étages   |
| Maisons en bande        | J.J.P. Oud                       | 2 habitations sur 4 étages   |
| Maisons en bande        | Mart Stam                        | 3 habitations sur 2 étages   |
| Immeuble d'appartements | Ludwig Mies van der Rohe         | 6 appartements sur 4 étages  |